# Sabine Wegmann

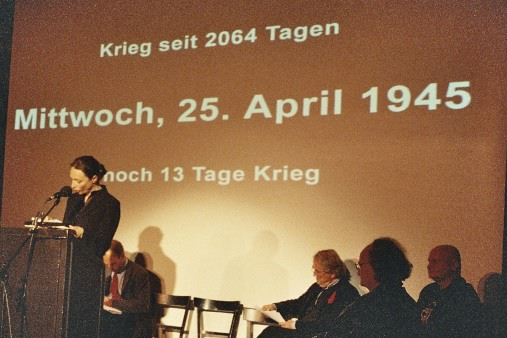
Sabine Wegmann während der Echolot Lesung von Walter Kempowski im Theater Oberhausen 2005

Sabine Wegmann (* 1965 in Krefeld) ist eine deutsche Theaterschauspielerin und Kostümbildnerin.

## Leben und Wirken
Nach dem Besuch der Freien Waldorfschule Krefeld begann sie ab 1984 die Ausbildung zur Schauspielerin an der Westfälischen Schauspielschule Bochum. Auf ihr erstes Engagement am Landestheater Tübingen folgten Engagements in Dortmund, Essen und Neuss. Ab 1999 spielte sie am Schlosstheater Moers und ab 2003 war sie am Theater Oberhausen engagiert. Seit 2008 arbeitete sie als freiberufliche Schauspielerin u. a. am Staatstheater Karlsruhe, dem Schauspiel Bonn und den Duisburger Akzenten. Außerdem erarbeitete Sabine Wegmann Lesungen und Rahmenprogramme wie Mama was ist Auschwitz von Annette Wieviorka, Die weiße Rose, der Briefwechsel von Hans und Sophie Scholl, oder Die Todesfuge von Paul Celan zum Thema Erinnerung und Gedenken an den Holocaust. Sabine Wegmann ist verheiratet und hat einen Sohn. Sie ist Mitglied in der Gesellschaft für Christlich-Jüdische Zusammenarbeit. Neben ihrer Tätigkeit als Schauspielerin gestaltete sie die Ausstattung/Kostümbild für verschiedene Theater Projekte. In Zusammenarbeit mit Johannes Lepper unter anderem für die Duisburger Akzente in den Produktionen „Ghost of Chance“, „Supermarket. Superstars“ und „3rd floor, mercator“.
Am Theater Bern entwarf sie das Kostümbild für Samuel Becketts „Endspiel“ und die Schweizer Erstaufführungen von Harold Pinters „Mondlicht“ und Paddy Chayefskys „Network“. Für das Theater Dortmund folgte das Kostümbild der Produktion „Übergewicht, unwichtig: Unform“ von Werner Schwab und am Staatstheater Wiesbaden gestaltete sie die Kostüme zu Ibsens „Gespenster“.

## Rollen (Auswahl)
- 1987 Samira in Die Palästinenserin von Jehoschua Sobol am Landestheater Tübingen
- 1988 Chevalier in Die falsche Zofe von Pierre Carlet de Marivaux am Landestheater Tübingen
- 1989 Johanna in Die Trilogie des Wiedersehens von Botho Strauß am Landestheater Tübingen
- 1990 Julia in Romeo und Julia von William Shakespeare an den Städtischen Bühnen Dortmund
- 1992 Erzähler in Das Mündel will Vormund sein von Peter Handke am Theater und Philharmonie Essen
- 1993 Molly Ralston in Die Mausefalle von Agatha Christie am Theater und Philharmonie Essen
- 1995 Hermiane in Der Streit von Pierre Carlet de Marivaux am Theater Oberhausen
- 1996 Queen in Happiness is a warm gun am Theater Oberhausen
- 1999 Solveigh in Peer Gynt von Henrik Ibsen am Theater Oberhausen
- 2000 C in Gier von Sarah Kane am Schlosstheater Moers
- 2000 Kriemhild in Kriemhilds Rache von Friedrich Hebbel am Schlosstheater Moers
- 2001 Lady Macbeth, in Macbeth von William Shakespeare am Schlosstheater Moers
- 2002 Leonore von Este in Torquato Tasso von Johann Wolfgang von Goethe am Schlosstheater Moers
- 2003 Iokaste in Ödipus von Sophokles am Theater Oberhausen
- 2004 Lisa in Kinder der Sonne von Maxim Gorki am Theater Oberhausen
- 2005 Leni in K. Der Prozess nach Franz Kafka in der Bearbeitung von Johannes Lepper am Theater Oberhausen
- 2005 Goneril in König Lear von William Shakespeare am Theater Oberhausen
- 2006 Sir Galahad in Parzival von Ursula Ehler/Tankred Dorst im Gasometer Oberhausen
- 2006 Penthesilea in Penthesilea von Heinrich von Kleist am Theater Oberhausen
- 2007 Lady Anna in König Richard III von William Shakespeare am Theater Oberhausen
- 2008 Frau John in Die Ratten von Gerhart Hauptmann am Theater Oberhausen
- 2010 Charlotta Iwanowa in Der Kirschgarten von Anton Pawlowitsch Tschechow am Staatstheater Karlsruhe
- 2011 Peter in Erdbeben in London von Mike Bartlett am Schauspiel Bonn
- 2012 Königin Gertrud in Hamlet von William Shakespeare am Schauspiel Bonn
- 2014 Batya in Supermarket.Superstars. von Johannes Lepper in der Liebfrauenkirche Duisburg/Duisburger Akzente